# Östra Hästholmen

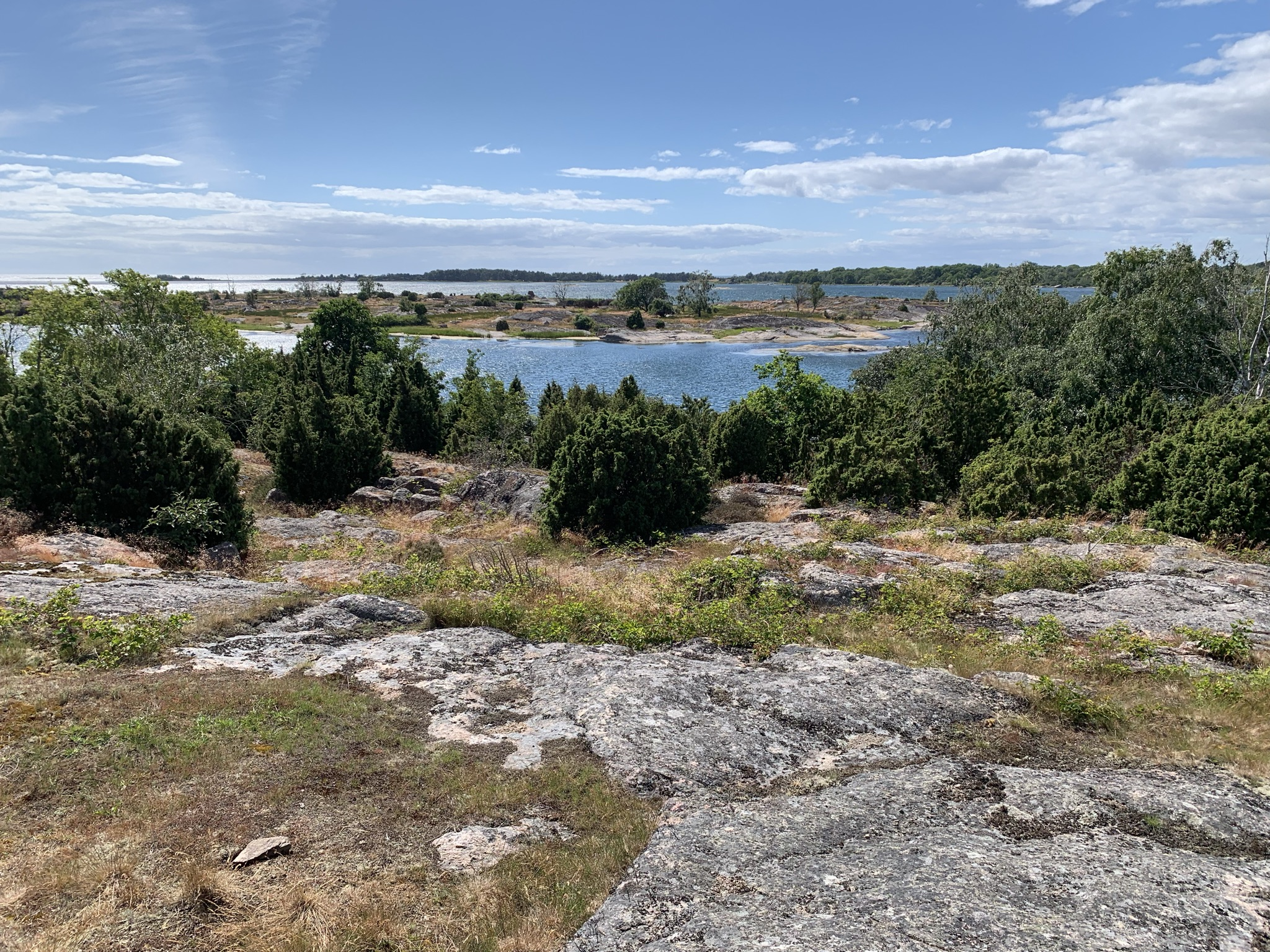
Hästholmen, vy mot Torhamnaskär

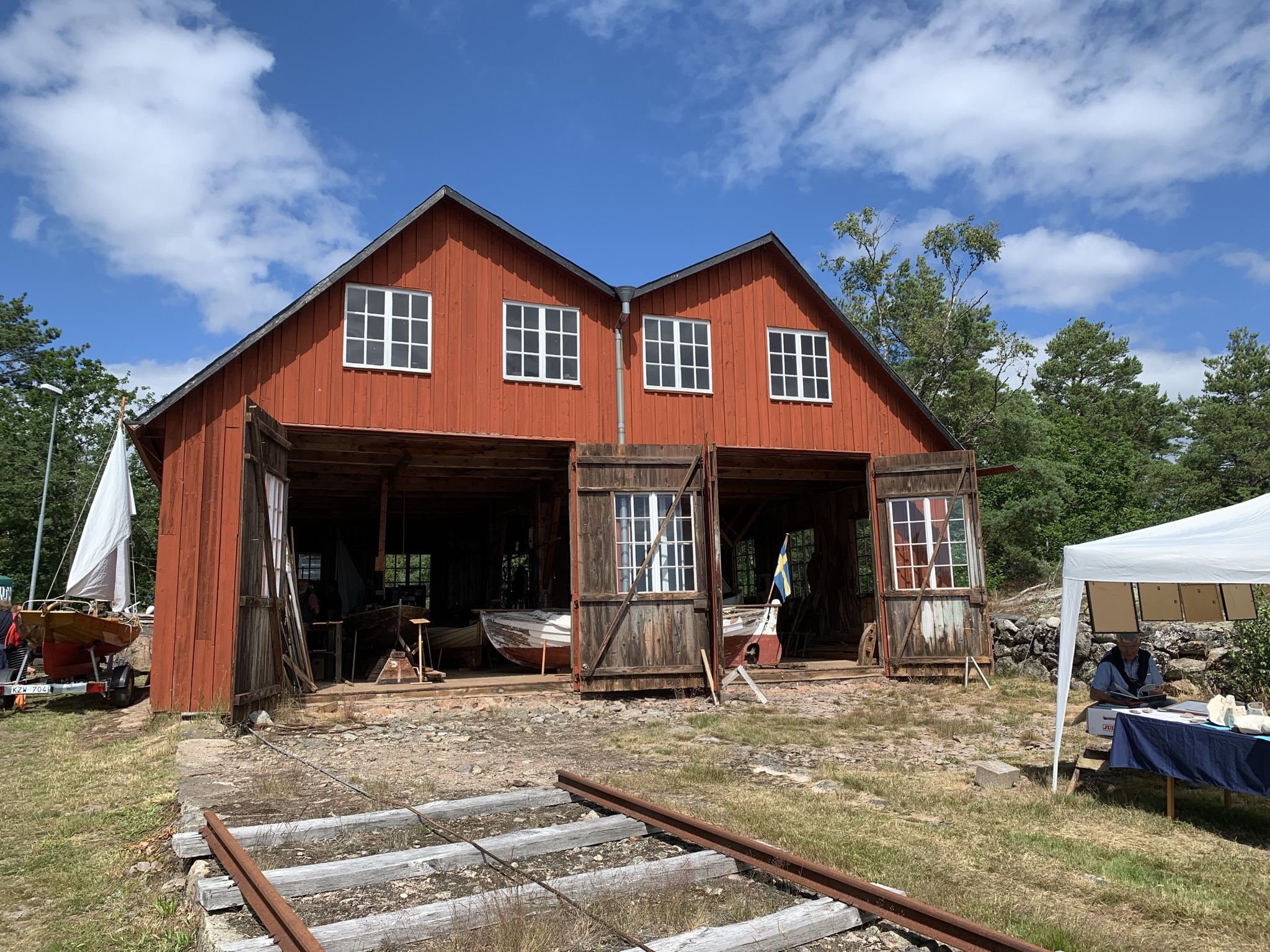
Bröderna Mårtenssons båtbyggeri på Östra Hästholmen

Östra Hästholmen, eller endast Hästholmen, är en ö i Torhamns socken, Karlskrona kommun. Ön är numera sammanvuxen med Ytterön och de båda öarna har tillsammans en yta av 3,8 kvadratkilometer.
I jordeboken 1671 upptas två gårdar på Hästholmen och i slutet av 1600-talet anlades en lotsstation här. 1911 startade bröderna Mårtensson ett båtvarv på ön, vilket blev känt för sina blekingeekor, större krokabåtar eller sättekor, samt sina speciella jaktkanoter avsedda för sjöfågeljakt. Över 900 jaktkanoter har kommit att tillverkas vid varvet. Östra Hästholmen med Ytterön hade 1920 217 invånare. De har sedan stadigt minskat, 2012 fanns 57 invånare på öarna, de flesta på Östra Hästholmen.